# Suzuya (Schiff)
Die Suzuya (japanisch 鈴谷) war ein Kreuzer der Kaiserlich Japanischen Marine.
Gebaut als Leichter Kreuzer, wurde das Schiff durch den Austausch der Hauptbewaffnung kurz vor dem Zweiten Weltkrieg zum Schweren Kreuzer umgebaut. Die Suzuya war das erste Schiff der zweiten Baugruppe der Mogami-Klasse, von der sie sich bei großer äußerer Ähnlichkeit insbesondere durch eine veränderte Rumpfform, eine modifizierte Belüftungs- und Schornsteinanlage und weitere Details, beispielsweise in der Bemastung, unterschied. Ihr folgte noch ein Schwesterschiff, die Kumano. Die Suzuya selbst wurde nach einem Fluss in der ehemals japanischen Präfektur Karafuto auf der Insel Sachalin benannt (wörtlich: „Schneeglöckchental“).

## Vorgeschichte
Beim Bau wurde die nach den Flottenverträgen von Washington vorgeschriebene Höchst-Tonnagezahl (10.000 tn.l.) von den Japanern um rund ein Viertel überschritten. Dabei wurde eine Verletzung der Verträge in Kauf genommen; die wahre Tonnage der Schiffe wurde durch geschönte offizielle Angaben (8.000 tn.l.) verschleiert. Trotzdem kam man nicht umhin, soviel Gewicht wie nur möglich einzusparen. Die Aufbauten wurden größtenteils aus einer Aluminiumlegierung gefertigt, und für die Konstruktion des Rumpfes bediente man sich des neuen, aber noch unausgereiften Elektroschweißverfahrens. Da sich beim Schwesterschiff Mogami während der Erprobung infolge Durchbiegung im Seegang diverse Schäden in der nicht ausreichend befestigten Außenbeplattung des Rumpfes zeigten, die in einem Sturm am 26. September 1935 wiederholt bei der Mogami und erstmals auch beim Schwesterschiff Mikuma auftraten, wurden die Probefahrten der Suzuya im November 1935 abgebrochen. Das Schiff wurde für umfangreiche Verbesserungen zurück ins Dock in Yokosuka gebracht. Hierbei wurden nachträglich in diversen Bereichen zusätzliche Platten zur Verstärkung montiert, Niete ersetzten elektrische Schweißnähte, und die seitlichen Wulste wurden erheblich vergrößert, um den Rumpf zu verstärken. Außerdem wurden die überhöhten Barbetten der Türme C und X durch Umkonstruktion von der tragenden Rumpfstruktur entkoppelt, um Belastungen nicht auf die Kugellager der Turmdrehkränze durchschlagen zu lassen. Die erhoffte Gewichtseinsparung wurde dadurch teilweise wieder zunichtegemacht. Die Nacharbeiten waren erst im Herbst 1937 abgeschlossen.
Es war von Anfang an vorgesehen, die Hauptbewaffnung später nachzurüsten, um die Schiffe auf den Stand Schwerer Kreuzer zu bringen, dem sie in ihren Abmessungen, Verdrängungswerten, Panzerung und Mittelartillerie von Anfang an entsprachen. Erforderlich war lediglich der Austausch der ursprünglichen Drillingstürme mit ihren 15,5-cm-L/60-Jahr-3-Geschützen gegen schwere Doppeltürme mit Geschützen vom Kaliber 20,3 cm. Dies geschah von 1939 bis 1940. Die freigewordenen Türme der Mogami-Klasse wurden unter anderem in die Schlachtschiffe Yamato und Musashi eingebaut.

## Technik
Seit 1943 verfügte sie über ein Mehrzweckradar (Typ 21 auf dem Vormast, Antenne Typ 6), wobei im Juli 1944 ein Luftsuchradar (Typ 13, vorn am Großmast) und zwei Seesuchanlagen (Typ 22 Kai 4M, seitlich unterhalb der Vormastplattform) ergänzt wurden, die schließlich ab September 1944 auch zur Feuerleitung aufgerüstet wurden (Kai 4S).

### Bewaffnung

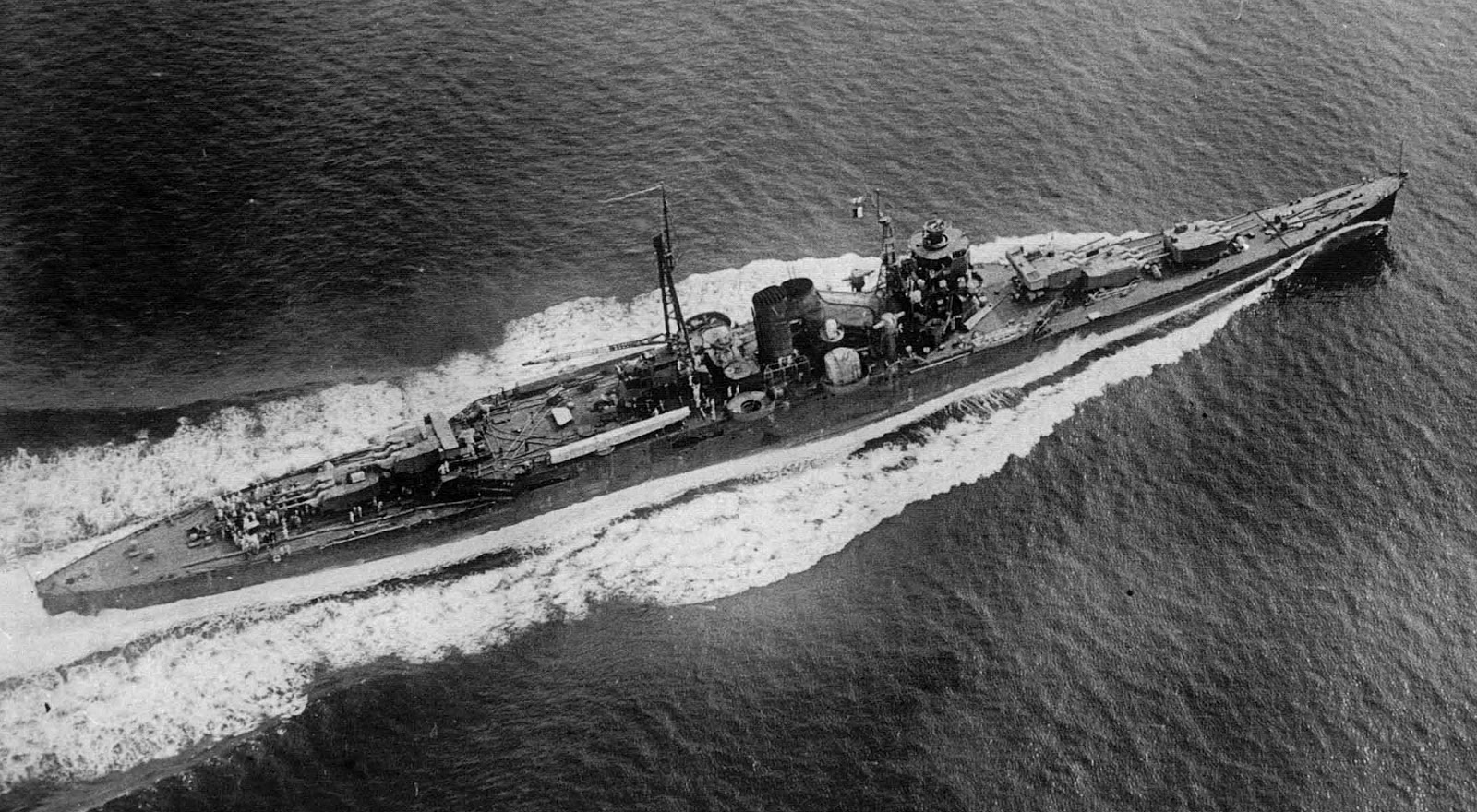
Die Suzuya kurz nach der Fertigstellung mit 15,5-cm-Artillerie

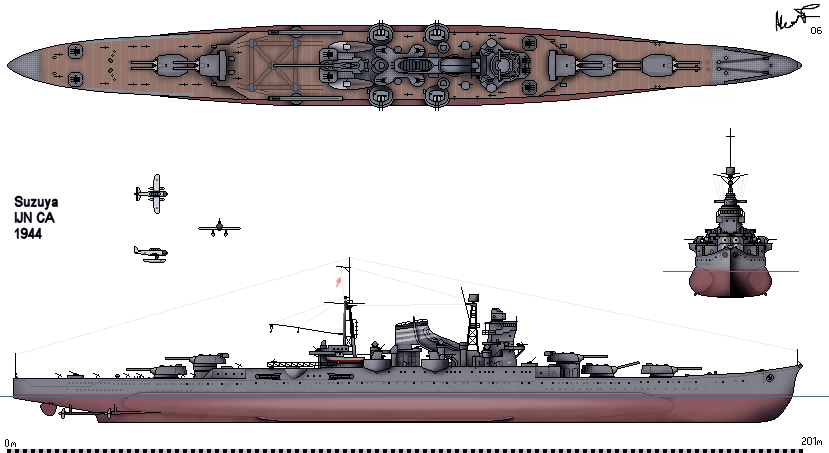
Zeichnung der Suzuya mit 20,3-cm-Artillerie

Die Hauptbewaffnung bestand ursprünglich aus 15 Geschützen des Kalibers 15,5 cm mit der Kaliberlänge 60, Modell 3, die in fünf Drillingstürmen eingebaut waren. Die beiden vorderen Türme befanden sich beide auf der Höhe des Hauptdecks, so dass Turm A das Schussfeld des dahinterliegenden Turms B nach vorn einschränkte. Die alternativ erwogene pyramidenförmige Aufstellung hätte aber noch geringere Schussfelder zur Folge gehabt, und eine dreifache Höhenstaffelung verbot sich aus Stabilitätsgründen. Bei der Umrüstung im Jahr 1939 wurden die 15,5-cm-Rohre durch zehn Geschütze des Kalibers 20 cm mit der Kaliberlänge 50, Typ 3 No. 2, ersetzt. Diese waren in fünf Zwillingstürme des Modells E1 eingebaut, die jedoch nicht in die (größeren) Barbetten der vorherigen 15,5-cm-Drillingstürme passten, so dass vorab noch spezifische Modifikationen der Turmlänge (Verlängerung um 20 cm) und der Unterbauten (Verbreiterung auf den sogenannten E1-Mogami-Typ) erfolgten mussten (nebenbei wurde aus anderen Gründen auch der Antrieb für die Rohrüberhöhung reduziert). Bedingt durch den zu geringen, weil an der Rohrlänge des 15,5-cm-Geschützes orientierten Abstand der Barbetten von Turm A und B passten die längeren Rohre des 20,3-cm-Geschützes bei Turm B in Nullstellung voraus nun nicht mehr hinter Turm A und mussten über dessen Turmdecke (d. h. um 12° aus der Horizontalen aufgerichtet) gefahren werden.
Als Sekundärbewaffnung befanden sich acht Geschütze vom Kaliber 12,7 cm mit der Kaliberlänge 40, Modell 89 Typ A1 Mod.1, in Zwillingslafetten mit Schutzschilden als schwere Flak und Mittelartillerie an Bord.
Die leichte Flugabwehr bestand anfangs aus einer gemischten Batterie von acht 2,5-cm- und vier 13-mm-Maschinenkanonen in Doppellafetten. Letztere wurden nur noch bis 1942 mitgeführt. Die Luftabwehrbewaffnung wurde 1943/1944 in mehreren Stufen erheblich verstärkt und umfasste zuletzt 4 Zwillinge, 8 Drillinge und 18 Einzelgeschütze der 2,5-cm-Kanonen (zusammen 50 Rohre) sowie einige demontierbare 13-mm-MG.
Die Torpedobewaffnung von zwölf Rohren mit dem Kaliber 61 cm (24 Zoll) war in vier Drillingssätze aufgeteilt, die seitlich in Nischen im unteren Aufbaudeck eingebaut waren. Für alle Rohre waren analoge Schnellnachladesätze vorhanden, so dass im Gefecht bis zu 24 Torpedos verschossen werden konnten.

## Einsatzgeschichte
Zu Beginn des Zweiten Weltkrieges war das Schiff zunächst in chinesischen Gewässern eingesetzt und nahm an verschiedenen kleineren Operationen teil.
Im Dezember 1941 war die Suzuya mit ihren Bordflugzeugen an der Beschattung des britischen Kampfverbandes Force Z beteiligt. Im April 1942 nahm die Suzuya als Teil einer Kampfgruppe unter Admiral Ozawa an Operationen gegen alliierte Handelsschifffahrt im Golf von Bengalen teil. Anfang Juni 1942 war die Suzuya Teil der japanischen Streitmacht, welche die Midwayinseln vor einer geplanten japanischen Landung beschießen sollte. Der Verband geriet in US-amerikanische Luftangriffe, bei denen ihre Halbschwestern Mikuma versenkt und Mogami schwer beschädigt wurden. Die Suzuya blieb unbeschädigt.
Nach der Teilnahme an der Schlacht bei den Ost-Salomonen und der Schlacht bei den Santa-Cruz-Inseln war die Suzuya im November 1942 Teil der Kampfgruppe von Vizeadmiral Nishimura, die den Flughafen Henderson Field auf Guadalcanal beschoss (Seeschlacht von Guadalcanal). Im Juni 1944 nahm die Suzuya an der Schlacht in der Philippinensee teil.
Am 9. Oktober 1944 wurde die Suzuya in der Bucht von Brunei einem japanischen Kampfverband zugeteilt, der amerikanische Landungsoperationen auf den Philippinen verhindern sollte. Die Kampfgruppe der Suzuya war somit Teil einer umfassenden Operation, die als die Schlacht im Golf von Leyte bekannt wurde.
Am 25. Oktober 1944 marschierte die Suzuya mit weiteren Kreuzern und Zerstörern in der Nähe von Samar auf eine gegnerische Kampfgruppe zu. Nach schweren Gefechten wechselte der kommandierende Admiral der Kreuzergruppe, Shiraishi, sein Flaggschiff und stieg von der schwer beschädigten Kumano auf die Suzuya um. Kurz darauf wurden bei einem Angriff durch amerikanische Trägerflugzeuge mehrere Bomben auf den Kreuzer abgeworfen. Ein Nahtreffer, der an Steuerbord achtern beim Aufschlag auf das Wasser detonierte, zerstörte den dortigen Torpedorohrsatz des Kreuzers, was ein Feuer auslöste und einen Torpedo zur Explosion brachte. Das sich dann schnell ausbreitende Feuer zündete weitere Torpedos. Deren Explosionen setzten einen Kesselraum und einen Maschinenraum außer Betrieb. Nachdem weitere Torpedos und andere Munition explodiert waren, wurde gegen Mittag der Befehl gegeben, das manövrierunfähige Schiff zu verlassen. 620 Offiziere und Mannschaften überlebten die Explosionen und das Feuer auf der Suzuya und wurden vom Zerstörer Okinami sowie später von US-amerikanischen Schiffen aufgenommen, bevor der Kreuzer am frühen Nachmittag unterging.
Das Wrack der Suzuya wurde bislang nicht gefunden.

## Liste der Kommandanten
| Nr. | Name                                          | Beginn der Amtszeit | Ende der Amtszeit | Bemerkungen                                        |
| --- | --------------------------------------------- | ------------------- | ----------------- | -------------------------------------------------- |
| -   | Kapitän zur See Yoshida Tsunemitsu            | 20. November 1934   | 1. Dezember 1936  | mit der Baubelehrung betraut                       |
| 1.  | Kapitän zur See Mizusaki Shojiro              | 31. Oktober 1937    | 1. Dezember 1937  | seit 1. Dezember 1936 mit der Baubelehrung betraut |
| 2.  | Kapitän zur See Shibata Yaichiro              | 1. Dezember 1937    | 15. November 1938 |                                                    |
| 3.  | Kapitän zur See Kubo Kyuji                    | 15. November 1938   | 15. November 1939 |                                                    |
| 4.  | Kapitän zur See Takayanagi Gihachi            | 15. November 1939   | 15. Oktober 1940  |                                                    |
| 5.  | Kapitän zur See/Konteradmiral Kimura Masatomi | 15. Oktober 1940    | 24. November 1942 |                                                    |
| 6.  | Kapitän zur See Ono Takeji                    | 24. November 1942   | 4. September 1943 |                                                    |
| 7.  | Kapitän zur See Takahashi Yuji                | 4. September 1943   | 1. September 1944 |                                                    |
| 8.  | Kapitän zur See Teraoka Masao                 | 1. September 1944   | 25. Oktober 1944  |                                                    |

## Modelle
Von der Suzuya gibt es unter anderem Fertigmodelle im internationalen Sammlermaßstab 1:1250 von einem japanischen und einem deutschen Hersteller sowie Plastikmodellbausätze eines führenden japanischen Herstellers in den Maßstäben 1:700 Wasserlinie (alte Auflage Bauzustand 1944, neue überarbeitete Modellauflage mit völlig neuen Formen für Bauzustand 1940) und 1:400 (Vollrumpfmodell, nicht mehr in Produktion). Es gibt weiterhin ein Kartonmodell eines polnischen Herstellers im Maßstab 1:300 und neuerdings vergrößert auch im Standardmaßstab 1:200 als Vollrumpfmodell.